# Dietmar Woidke

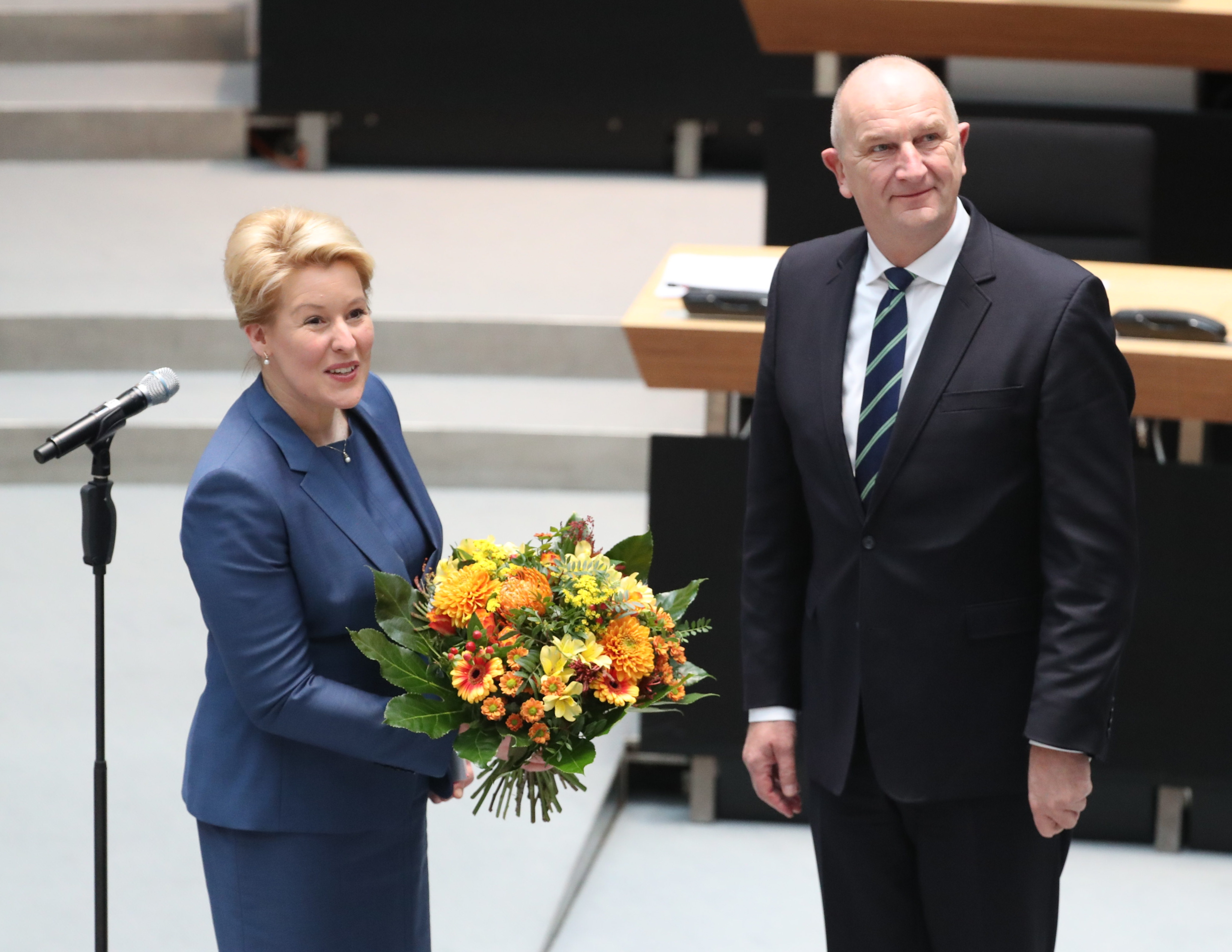
Dietmar Woidke im Abgeordnetenhaus von Berlin mit Franziska Giffey (2021)

Hubert Dietmar Woidke (* 22. Oktober 1961 in Naundorf) ist ein deutscher Politiker der SPD. Er ist seit 2013 Ministerpräsident des Landes Brandenburg.

## Herkunft, Studium und Privates
Woidke wuchs zur Zeit der DDR mit einem Bruder auf einem seit Jahrhunderten im Familienbesitz befindlichen Bauernhof im Kreis Forst in der Niederlausitz auf. Sein Vater war Schlosser und seine Mutter Hauptbuchhalterin einer Landwirtschaftlichen Produktionsgenossenschaft (LPG). Nach dem Abitur im Jahr 1980 und achtzehnmonatigem Grundwehrdienst bei der Nationalen Volksarmee in Cottbus studierte Woidke ab 1982 Landwirtschaft und Tierproduktion/Ernährungsphysiologie in Ost-Berlin an der Humboldt-Universität zu Berlin. Dort schloss er im Jahr 1987 das Studium als Diplomagraringenieur ab und war bis 1990 wissenschaftlicher Assistent am Institut für Ernährungsphysiologie. In den Jahren 1990 bis 1992 leitete Woidke die wissenschaftliche Abteilung des Mineralfutter-Herstellers SANO-Mineralfutter GmbH. Er war von 1992 bis 1993 Amtsleiter für Umwelt und Landwirtschaft des Landkreises Forst, nach der brandenburgischen Kreisreform dann bis zu seiner Wahl in den Landtag Brandenburg 1994 Amtsleiter für Landwirtschaft im Landkreis Spree-Neiße. Im Jahr 1993 wurde er an der Humboldt-Universität zu Berlin nach erfolgreicher Verteidigung seiner Dissertation zum Thema Laboruntersuchungen zur Strohkonservierung mittels Harnstoff-Saccharose-Zusatz und zum Trockensubstanzabbau der Konservate nach der Nylonbeutel-Methodik promoviert. 2006 legte Woidke die Jägerprüfung zum deutschen Jagdschein ab.
Woidke ist Mitglied der Evangelischen Kirche Berlin-Brandenburg-schlesische Oberlausitz. Er ist in zweiter Ehe mit Susanne Woidke verheiratet. Die Eheleute haben jeweils eine Tochter aus erster Ehe und wohnen in Forst (Lausitz).

## SPD-Politiker seit 1993

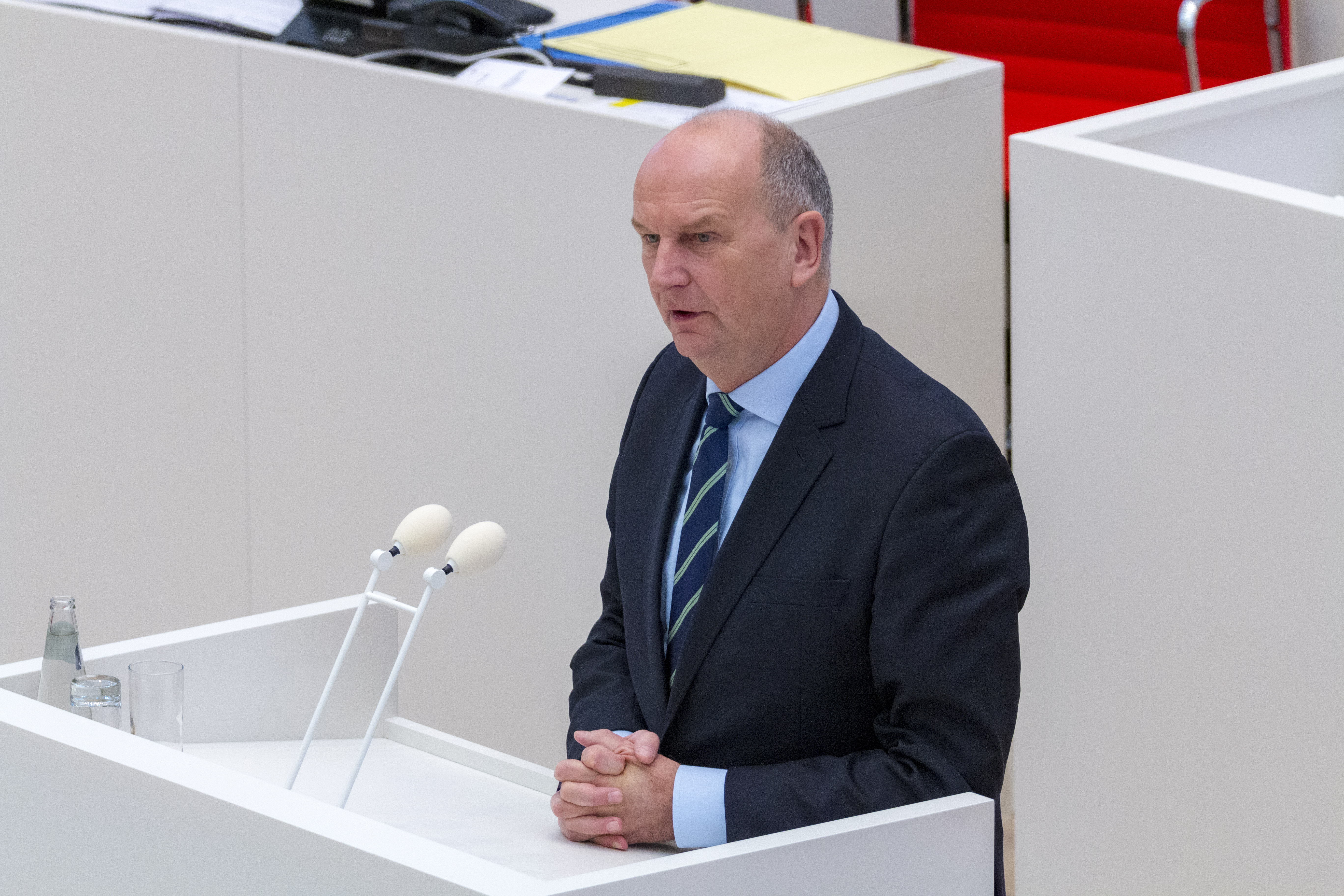
Dietmar Woidke im Landtag Brandenburg (2020)

Im Jahr 1993 trat Woidke als 32-jähriger Amtsleiter in die SPD ein, für die er in der Landtagswahl in Brandenburg 1994 ein Direktmandat gewann. Sein Wahlkreis war Spree-Neiße II, den er auch 1999 direkt gewann. Nachdem er 2004 das Direktmandat nicht mehr erringen konnte und in den Landtag über die Landesliste eingezogen war, trat er zur Landtagswahl 2009 im Wahlkreis Spree-Neiße I an und gewann ihn direkt. Bei der Landtagswahl 2014 gewann er den Wahlkreis erneut direkt mit 49,5 Prozent der Stimmen. 2019 gewann er ihn wiederum direkt, dieses Mal mit 36,2 Prozent der Stimmen. 2024 erhielt er gerundet 41,5 Prozent der Stimmen, genauso viel wie Steffen Kubitzki von der AfD, verlor aber das Direktmandat mit 11.555 zu 11.562 Stimmen.
Im Landtag war er in den Jahren 1994 bis 1999 stellvertretender Vorsitzender des Ausschusses für Ernährung, Landwirtschaft und Forsten und von 1999 bis 2004 Mitglied des Ausschusses für Landwirtschaft, Umweltschutz und Raumordnung. Zeitweise leitete er den Braunkohlenausschuss des Landes Brandenburg. Nachdem er 2009 nicht für das Landeskabinett berücksichtigt worden war, übernahm er von November 2009 bis zu seiner Berufung als Innenminister im Oktober 2010 das Amt des Fraktionsvorsitzenden der SPD-Fraktion und wurde Mitglied des Präsidiums des Landtags. Von Dezember 2009 bis November 2010 war er außerdem Vorsitzender des Hauptausschusses des Parlaments.
In den Jahren 1998 bis 2003 war er außerdem Stadtverordneter in Forst (Lausitz) und gehörte von 1998 bis zu seiner Ernennung zum Minister im Jahr 2004 dem Kreistag des Landkreises Spree-Neiße an. Bei der Kommunalwahl im Jahr 2008 wurde Woidke wiederum als Stadtverordneter in die Stadtverordnetenversammlung von Forst (Lausitz) sowie als Abgeordneter in den Kreistag Spree-Neiße gewählt. Diese Mandate gab er im Oktober 2010 im Zusammenhang seiner Ernennung zum Innenminister des Landes Brandenburg zurück.
Am 26. August 2013 wurde Woidke als Nachfolger von Matthias Platzeck zum Vorsitzenden des SPD-Landesverbandes Brandenburg gewählt. Auf dem ordentlichen Parteitag der SPD vom 14. bis 16. November 2013 in Leipzig wurde Woidke als Beisitzer in den Bundesvorstand der SPD gewählt.

## Landesminister in Brandenburg (2004 bis 2009, 2010 bis 2013)
Vom 13. Oktober 2004 bis 21. Oktober 2009 war Woidke Minister für Ländliche Entwicklung, Umwelt- und Verbraucherschutz im Land Brandenburg. Nach der Landtagswahl 2009 wurde er für keinen Regierungsposten mehr vorgesehen, um die Frauenquote im Kabinett zu erhöhen.
Nach dem Rücktritt des Innenministers Rainer Speer am 23. September 2010 ernannte Ministerpräsident Matthias Platzeck am 6. Oktober 2010 Woidke zu dessen Nachfolger. Neuer SPD-Fraktionschef wurde Ralf Holzschuher. Als Innenminister war Woidke federführend bei der Verwaltungsmodernisierung im Land Brandenburg. Er war in dieser Funktion gemäß dem Tarifvertrag über Maßnahmen zur Begleitung des Umbaus der Landesverwaltung Brandenburg (TV Umbau) Vorsitzender des Beirats.
Eines der größten Reformvorhaben, für die Woidke als Innenminister zuständig war, war die Polizeireform in Brandenburg. Sie zielte auf eine Reduzierung des Personalbestandes in der brandenburgischen Polizei von ca. 8800 im Jahr 2010 auf 7000 bis Anfang 2020 ab. Bisher verfügte Brandenburg über zwei Polizeipräsidien, ein Landeskriminalamt und eine Landeseinsatzeinheit (LESE). Am 16. Dezember 2010 stimmte der brandenburgische Landtag dem Gesetzentwurf zur Bündelung dieser Behörden in einem neuen Polizeipräsidium mit Wirkung zum 1. Januar 2011 zu.

## Ministerpräsident von Brandenburg (seit 2013)

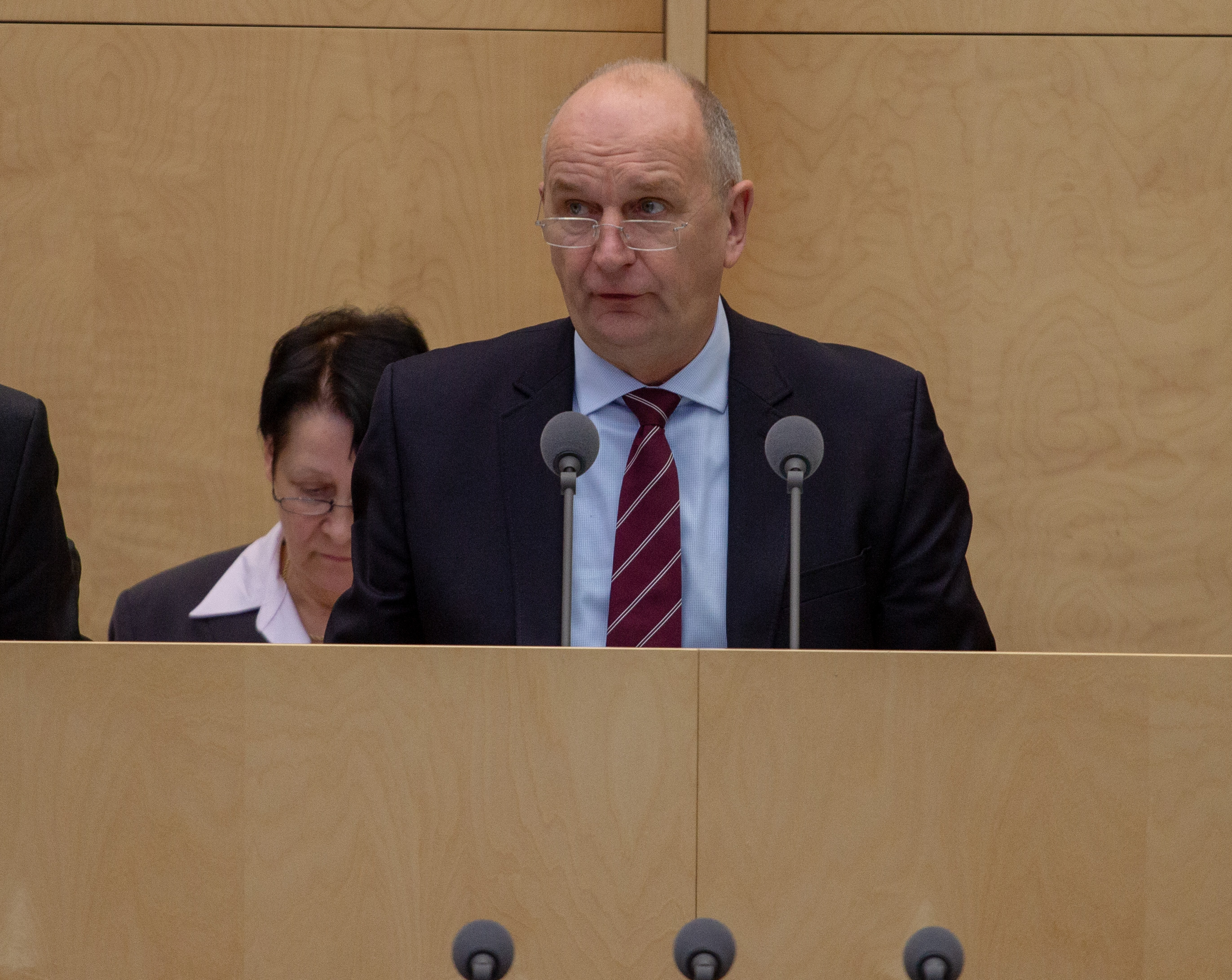
Dietmar Woidke als Bundesratspräsident (2019)

Nach dem Rücktritt von Matthias Platzeck wurde Woidke am 28. August 2013 zum dritten Ministerpräsidenten von Brandenburg gewählt. Er war vom 1. November 2018 bis zum 31. Oktober 2019 turnusmäßig zweiter Vizepräsident des Bundesrates und danach bis zum 31. Oktober 2020 dessen Präsident, bevor er wiederum erster Vizepräsident wurde. Er ist der am längsten amtierende Ministerpräsident in der Geschichte Brandenburgs.

### Landtagswahl 2014
Am 3. Mai 2014 wurde er für die Landtagswahl in Brandenburg 2014 zum Spitzenkandidaten gewählt. Bei der Wahl konnte die SPD ihre Stellung als stärkste Kraft, bei leichten Verlusten in Höhe von 1,1 Prozentpunkten, verteidigen und erreichte 31,9 Prozent der Stimmen. Die SPD hatte die Wahl zwischen einer fortgesetzten Koalition mit der Linkspartei (18,9 Prozent der Stimmen) und einer Koalition mit der CDU (23 Prozent der Stimmen). Die SPD und Woidke entschlossen sich für die Fortsetzung der Rot-Roten Koalition. Am 5. November 2014 wurde Woidke vom Landtag mit den 47 Stimmen der Koalition im Amt bestätigt.

### Landtagswahl 2019
Nach der Landtagswahl in Brandenburg 2019 erklärte Woidke, dass er sich einer Wiederwahl zum Ministerpräsidenten von Brandenburg stellen werde. Da die SPD stärkste Partei vor der AfD wurde, waren entsprechende Koalitionsverhandlungen erfolgreich möglich. Am 20. November 2019 wurde er im Landtag als Ministerpräsident mit den Stimmen von SPD, CDU und Bündnis 90/Die Grünen wiedergewählt (47 zu 37 Stimmen, bei drei Enthaltungen).

### Landtagswahl 2024
Im Wahlkampf zur Landtagswahl in Brandenburg 2024 forderte Woidke als erster Ministerpräsident die Bundesregierung dazu auf, sich als Vermittler für einen „Frieden zwischen Russland und der Ukraine“ einzusetzen. Weiterhin kündigte er an, dass er sich bei einer Wahlniederlage gegen die rechtsradikale Alternative für Deutschland als Ministerpräsident zurückziehen würde: „Mein Ziel ist es, gegen die AfD zu gewinnen – und wenn ich gegen die AfD verliere, bin ich weg.“ Auf einigen Wahlkampfveranstaltungen relativierte er diese Aussage. Woidke verlor seinen seit 2009 gehaltenen Landtagswahlkreis Spree-Neiße I mit sieben Stimmen Abstand denkbar knapp an den AfD-Kandidaten Steffen Kubitzki, zog aber über die SPD-Landesliste in den neuen Landtag ein. Am 11. Dezember 2024 wurde er im Landtag als Ministerpräsident im zweiten Wahlgang wiedergewählt (50 zu 36 Stimmen, bei einer Enthaltung, die Fraktionen der Koalition aus SPD und BSW haben zusammen 46 Abgeordnete). Im ersten Wahlgang hatte er noch die Mehrheit der Stimmen verfehlt. Von Seiten der Grünen und der CDU wurde kritisiert, Woidke sei mit Stimmen der AfD ins Amt gekommen.

## Weitere Ämter
Woidke wurde 2006 Präsident des Brandenburgischen Radsport-Verbands. Dieses Amt übte er für eine Periode aus, 2008 kandidierte er nicht mehr. Außerdem war er Vorsitzender des Verwaltungsrates der Abfallentsorgungsgesellschaft Neiße-Spree. Von 2014 bis 2022 war er zudem Koordinator für die deutsch-polnische zwischengesellschaftliche und grenznahe Zusammenarbeit im Auswärtigen Amt.

## Ehrungen
- 2024 Ehrenmitglied der Freiwilligen Feuerwehr Wismar/UM[22]
- 2023: Großes Bundesverdienstkreuz mit Stern und Schulterband[23]